# Sjarhej Kukuschkin
Sjarhej Michailawitsch Kukuschkin (belarussisch Сяргей Міхайлавіч Кукушкін, russisch Сергей Михайлович Кукушкин/Sergei Michailowitsch Kukuschkin; * 24. Juli 1985 in Minsk, Weißrussische SSR) ist ein belarussischer Eishockeyspieler, der seit 2011 beim HK Njoman Hrodna in der belarussischen Extraliga unter Vertrag steht.

## Karriere
Sjarhej Kukuschkin begann seine Karriere als Eishockeyspieler in seiner Heimatstadt in der Nachwuchsabteilung des HK Junost Minsk, für dessen Profimannschaft er in der Saison 2001/02 sein Debüt in der belarussischen Extraliga gab. In der Saison 2003/04, in der er parallel für Junost und deren zweite Mannschaft HK Junior Minsk in der Extraliga antrat, gewann er mit Junost das Double aus Meisterschaft und Pokal. Daraufhin wurden die Dallas Stars auf ihn aufmerksam, die den Angreifer im NHL Entry Draft 2004 in der siebten Runde als insgesamt 218. Spieler auswählten. Für die Texaner kam er jedoch nie zum Einsatz. Stattdessen verbrachte er die Saison 2004/05 in der nordamerikanischen Juniorenliga United States Hockey League bei den Indiana Ice.
Im Sommer 2005 kehrte Kukuschkin nach Europa zurück, wo er einen Vertrag bei Kapitan Stupino in der Wysschaja Liga, der zweiten russischen Spielklasse, erhielt. Dort verbuchte er 32 Scorerpunkte in 45 Spielen und empfahl sich für ein Engagement in der russischen Superliga, in der er in der Saison 2006/07 für den HK Dynamo Moskau und den HK Lada Toljatti auf dem Eis stand. Es folgte eine Spielzeit bei Metallurg Schlobin in der belarussischen Extraliga, ehe der Linksschütze vom HK Dinamo Minsk aus der neugegründeten Kontinentalen Hockey-Liga unter Vertrag genommen wurde. Für diese erzielte er in 45 Spielen vier Tore und bereitete drei weitere vor. Anschließend wurde sein auslaufender Vertrag jedoch nicht verlängert und Kukuschkin schloss sich dem Stadtrivalen HK Keramin Minsk an, für den er ebenso ein Jahr lang spielte wie anschließend für seinen Ex-Verein Metallurg Schlobin. Seit der Saison 2011/12 spielt er für den HK Njoman Hrodna.

### International
Für Belarus nahm Kukuschkin im Juniorenbereich an der U18-Junioren-Weltmeisterschaft 2003, der U20-Junioren-B-Weltmeisterschaft 2004 und der U20-Junioren-Weltmeisterschaft 2005 teil. Bei den Senioren stand er bei den Weltmeisterschaften 2006 und 2007 im Aufgebot seines Landes.

## Erfolge und Auszeichnungen
- 2004 Aufstieg in die Top Division bei der U20-Junioren-Weltmeisterschaft der Division I
- 2004 Belarussischer Meister mit dem HK Junost Minsk
- 2004 Belarussischer Pokalsieger mit dem HK Junost Minsk

## KHL-Statistik
(Stand: Ende der Saison 2010/11)